# Movin' on (dreamの曲)
『Movin' on』（ムービンオン）は、dreamのデビューシングル。2000年1月1日発売

## 概要
- 「Movin' on」は、TX系『スキヤキ!!ロンドンブーツ大作戦』オープニングテーマ/日本マクドナルド「ベーコンチーズダブルバーガー」CMソング/千葉テレビ放送『高校野球ダイジェスト』2001年オープニングテーマ
- カップリングの「access to love」は、TX系『スキヤキ!!ロンドンブーツ大作戦』エンディングテーマ/NTTドコモ関西「PHS」CMソング
- PVは横浜ビジネスパークのベリーニの丘で撮影された。

## 収録曲
1. Movin' on (Keep on Mix)
2. Movin' on （Original Mix）
作詞：海老根祐子、作曲：桑原秀明、編曲：菊地圭介
3. access to love (Original Mix)
作詞：海老根祐子、作曲：菊池一仁、編曲：菊池圭介
PV（Short Ver.）が存在する
4. Movin' on (Dub's Not Illegal Mix)
5. Movin' on (D-Z CRYSTAL OXYGEN Mix)
6. access to love (Y&Co.TASTE Mix)
7. Movin' on （Instrumental）
8. access to love （Instrumental）